# وليام آدمز نيكلسون
وليام آدمز نيكلسون (1803-1853) هوَ معماري إنجليزي.

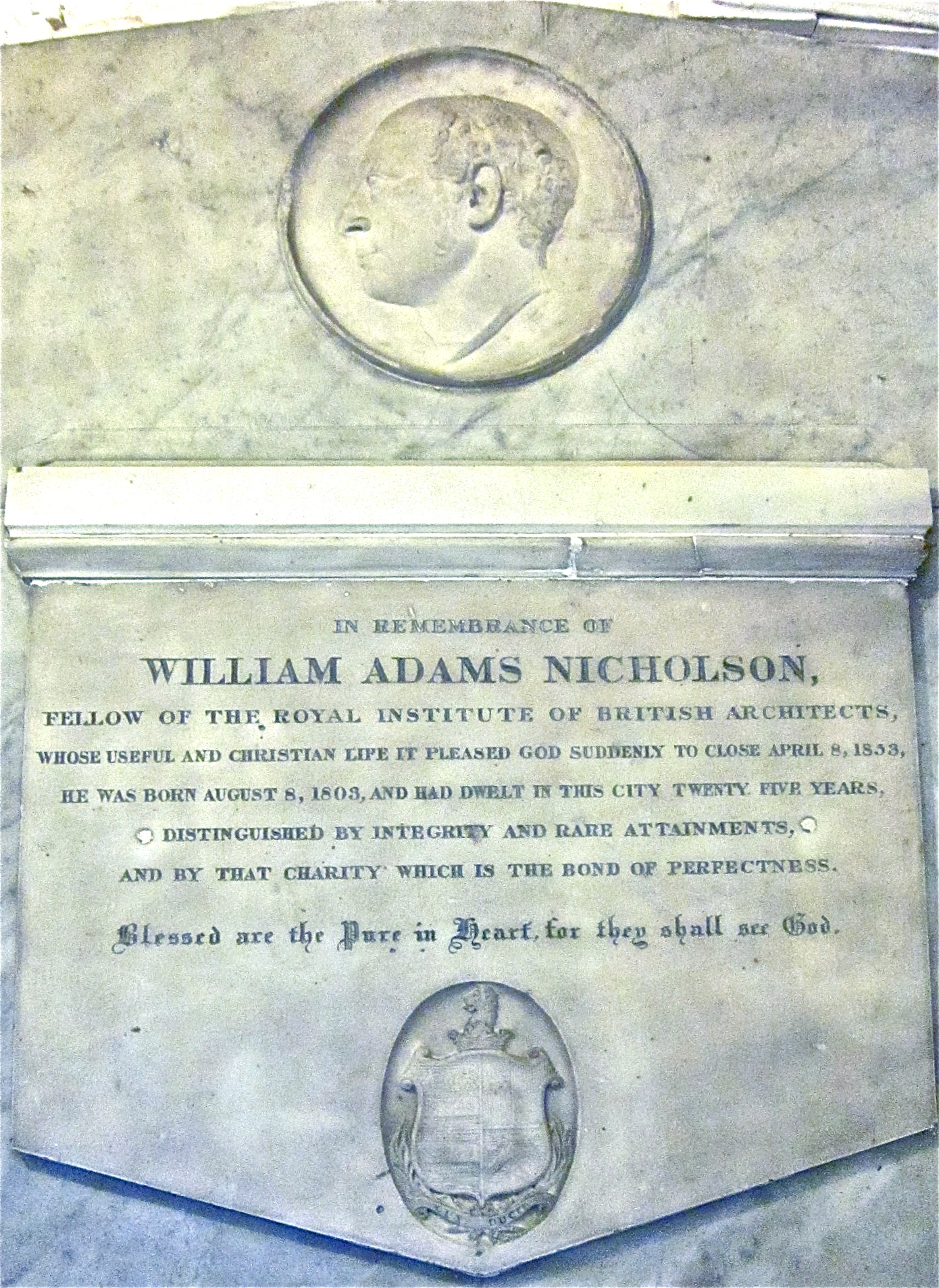
النصب التذكاري لدبليو ونيكلسون في سانت بنديكتس، لينكولن

## حياته
ولد في 8 أغسطس 1803 في ساوثويل في نوتنغهامشير، وَكانَ والده جيمس نيكولسون يَعمل نجاراً، قدم جيمس عمله لِإبنه في عام 1838 وأصبح وكيل فرعي لِعقارات السير ريتشارد ساتون في نوتنغهامشير وَنورفولك. وقد عُين وليام في يوليو 1821، لمدة ثلاث سنوات، كَمعماري لِجون بونارتى بابوورث في لندن، وفي عام 1824 عادَ نيكلسون إلى ساوثويل حيث كان يعمل مع القس جي بيجير على تصميم إصلاحية ساوثويل، وَفي عام 1828 أسسَ نفسه في لنكولن، وَعملَ أيضاً في المقاطعات المجاورة أيضاً على نِطاقٍ واسع، وعملَ بين عامي 1839-1846 كشريك مع هنري جودارد بِجانب نيكلسون وغودارد،(1813-1899) .وكان تشارلز بيلي تلميذاً لنيكلسون.و مايكل دروري كان تلميذ آخر لنيكلسون. وبعد وفاة لنيكلسون تعين مساعده جون سبنس هاردي وتلميذه بيرسون بيلامي لممارسة البيلامي والهاردي(والتي كانت ممارسة معمارية في لينكولن تخصصت في تصميم المباني العامة).
انضم نيكلسون للمعهد الملكي للمعماريين البريطانيين كزميل مؤسس في بدايته. وكان عضوا في الجمعية الأدبية لينكولنشاير، وجمعية لينكولنشاير الطوبوغرافية. لكن المرض اقتاده فجأة، ومات يوم 8 نيسان 1853. ودفن في لينكولن، في باحة الكنيسة القديس Swithin، في الرعية حيث كان يقيم منذ سنوات عديدة.

## أعمالهُ

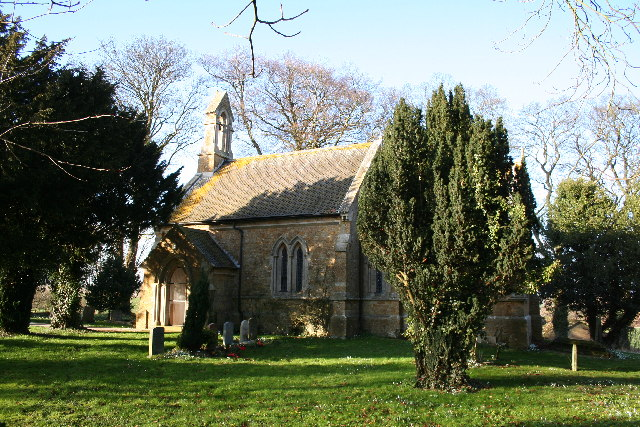
St. Martin's كنيسة سانت مارتن، كيرموند لو مير، لينكولنشاير، تصميم نيكلسون..

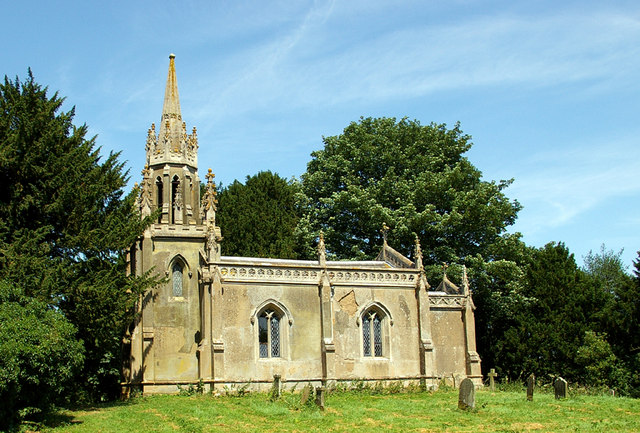
Biscathorpe Church by Nicholson and Willoughby of Louth

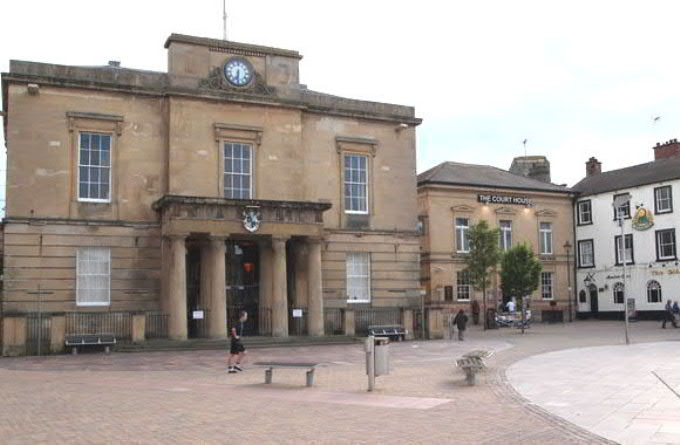
مانسفيلد قاعة المدينة القديمة والمحكمة القديمة

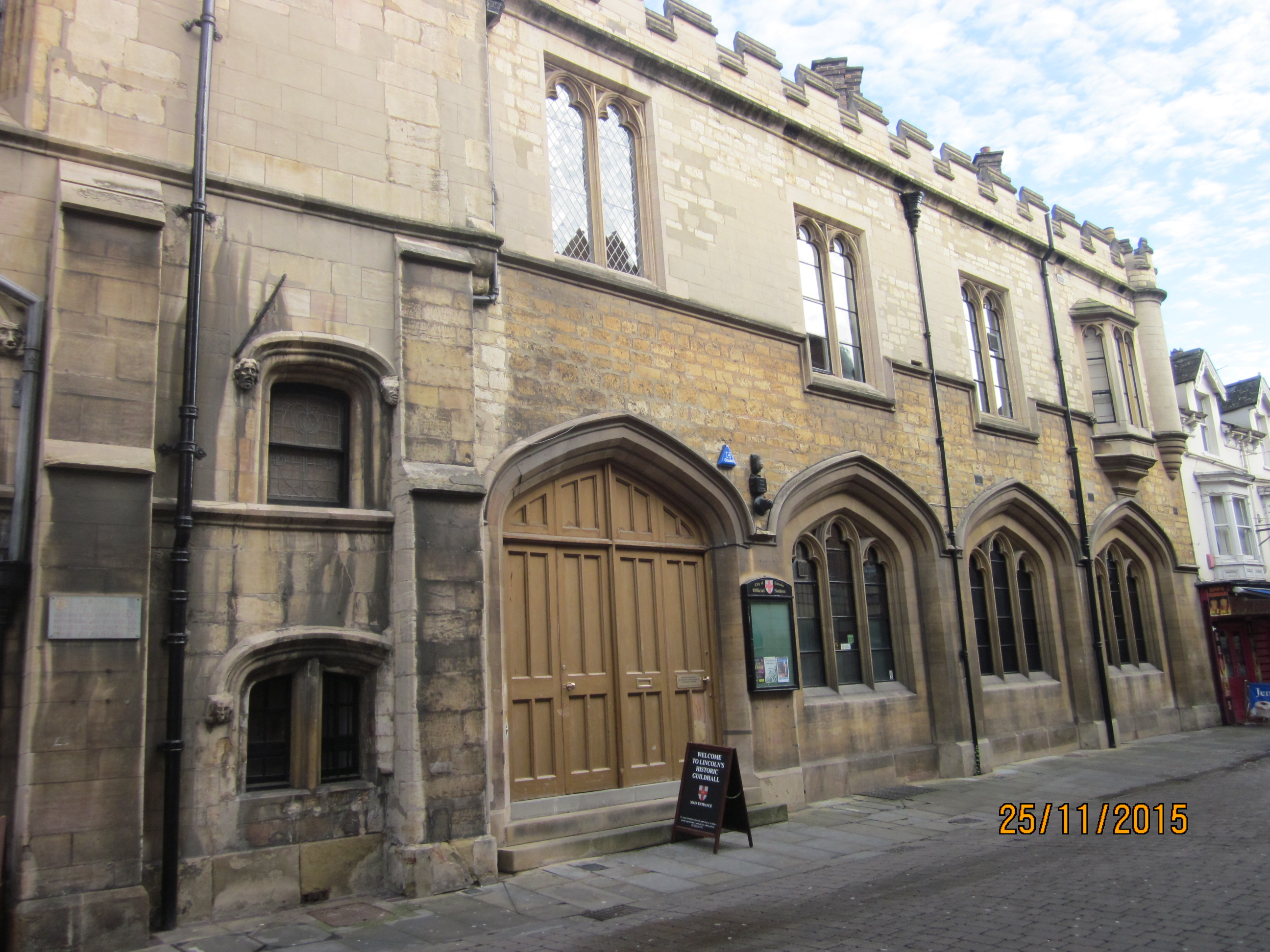
توسيع ستونبو, لنكولن,1844

صمم نيكلسون الكنائس في كلاندفور-بريج. و وفي كرمود، على مقاطعة C تورنور.كما بنيت العديد من الكنائس الأخرى تحت إشرافه. بما في ذلك القديس بطرس في Gowts، لكن لينكولن لم يكمل البناء تماما بسبب وفاته.

## أسرتهُ
في عام 1824 تزوج نيكلسون يونورا، الابنة الصغرى لوليام من شارع نورتون بلندن.أما زوجته الثانية فكانت هي آن تالينت.

## معرض صور

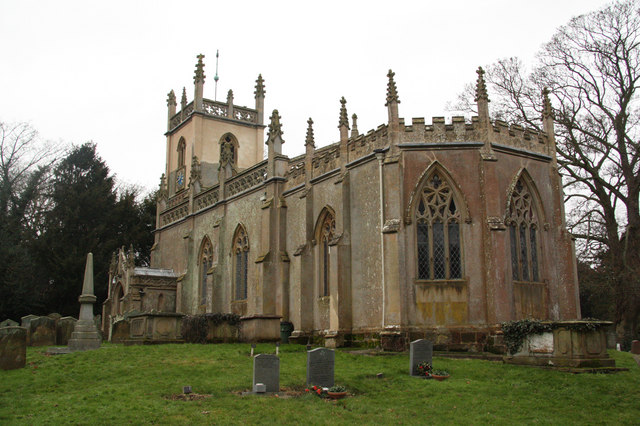
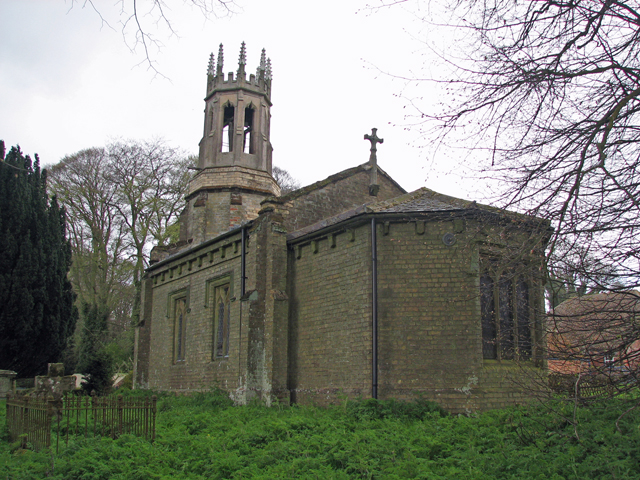
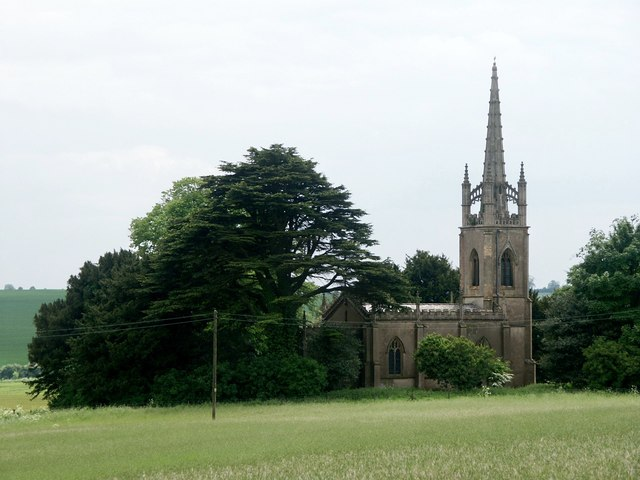